# Dieter Jahn (Biologe)
Dieter Jahn (* 1. August 1959 in Jesberg, Hessen) ist ein deutscher Biochemiker und Mikrobiologe. Er ist Professor für Mikrobiologie an der Technischen Universität Braunschweig.

## Leben
Dieter Jahn studierte von 1978 bis 1984 Biologie und promovierte von 1984 bis 1987 bei Peter Karlson im Institut für Molekularbiologie und Tumorforschung an der Universität Marburg. Zwischen 1988 und 1992 war er Postdoktorand an der Universität Yale in der Gruppe von Dieter Söll. Von 1992 bis 1996 war er Hochschulassistent am Max-Planck-Institut für terrestrische Mikrobiologie und dem Laboratorium für Mikrobiologie der Universität Marburg.
Von 1996 bis 2000 war Jahn Professor für Biochemie im Institut für Organische Chemie und Biochemie der Universität Freiburg. Seit Juli 2000 ist er Professor am Institut für Mikrobiologie der Technischen Universität Braunschweig, wo er von 2012 bis 2018 Vizepräsident Forschung, wissenschaftlicher Nachwuchs und Internationales war. Im Dezember 2016 wurde er zum Präsidenten der Technischen Universität Hamburg gewählt. Aus persönlichen Gründen hat er dieses Amt jedoch nicht angetreten.

## Forschungsarbeiten
Struktur und Funktion von Enzymen der Tetrapyrrolbiosynthese, Genregulation von Bacillus subtilis und Pseudomonas aeruginosa, Vitamin-B12-Bildung in Bacillus megaterium.